# Katsurao
Katsurao (jap. 葛尾村 Katsurao-mura) – wieś w Japonii, na wyspie Honsiu, w prefekturze Fukushima. Według danych na rok 2020 miejscowość zamieszkiwało 420 mieszkańców , a gęstość zaludnienia wyniosła 5 os./km².